# Zidurile (okręg Ardżesz)
Zidurile – wieś w Rumunii, w okręgu Ardżesz, w gminie Mozăceni. W 2011 roku liczyła 175 mieszkańców.